# Arhytis
Arhytis is een geslacht van insecten uit de orde vliesvleugeligen (Hymenoptera) en de familie Ichneumonidae.

## Soorten
- A. confracta Gupta & Gupta, 1983
- A. consociata Sheng & Luo, 2009
- A. chinensis Gupta & Gupta, 1983
- A. dravida Gupta & Gupta, 1983
- A. duponti Gupta & Gupta, 1983
- A. laticeps Gupta & Gupta, 1983
- A. maculiscutis (Cameron, 1907)
- A. siamensis Gupta & Gupta, 1983